# Яновиці (гміна Вежбінек)
Яновиці (пол. Janowice) — село в Польщі, у гміні Вежбінек Конінського повіту Великопольського воєводства.
У 1975-1998 роках село належало до Конінського воєводства.